# Austrheim
Austrheim é uma comuna da Noruega, com 55 km² de área e 2 527 habitantes (censo de 2005).